# Система управления воздухозаборником
Система управления воздухозаборником (самолёта).
На сверхзвуковых скоростях полёта увеличение давления воздуха перед его поступлением в камеру сгорания осуществляется не только в компрессоре авиадвигателя, но и во входном устройстве (воздухозаборнике), в результате преобразования кинетической энергии воздушного потока в потенциальную энергию давления. При этом пропускная способность входного устройства должна соответствовать требуемому расходу воздуха в двигателе в текущий момент времени, иначе возможна нестабильная работа двигателя или его отказ. Поэтому на большинстве сверхзвуковых самолётов применяют системы автоматического регулирования пропускной способности воздухозаборников с помощью подвижных (регулируемых) элементов конструкции - панелей клина, конуса, перепускных створок. Выпуск панели клина или выдвижение конуса уменьшает проходное сечение воздухозаборника (прикрывает горло), что уменьшает поступление воздуха в двигатель. Выпускные створки (перепуска воздуха) отводят часть воздуха в забортное пространство, ещё более уменьшая давление в канале воздухозаборника (обычно при полностью прикрытом горле).

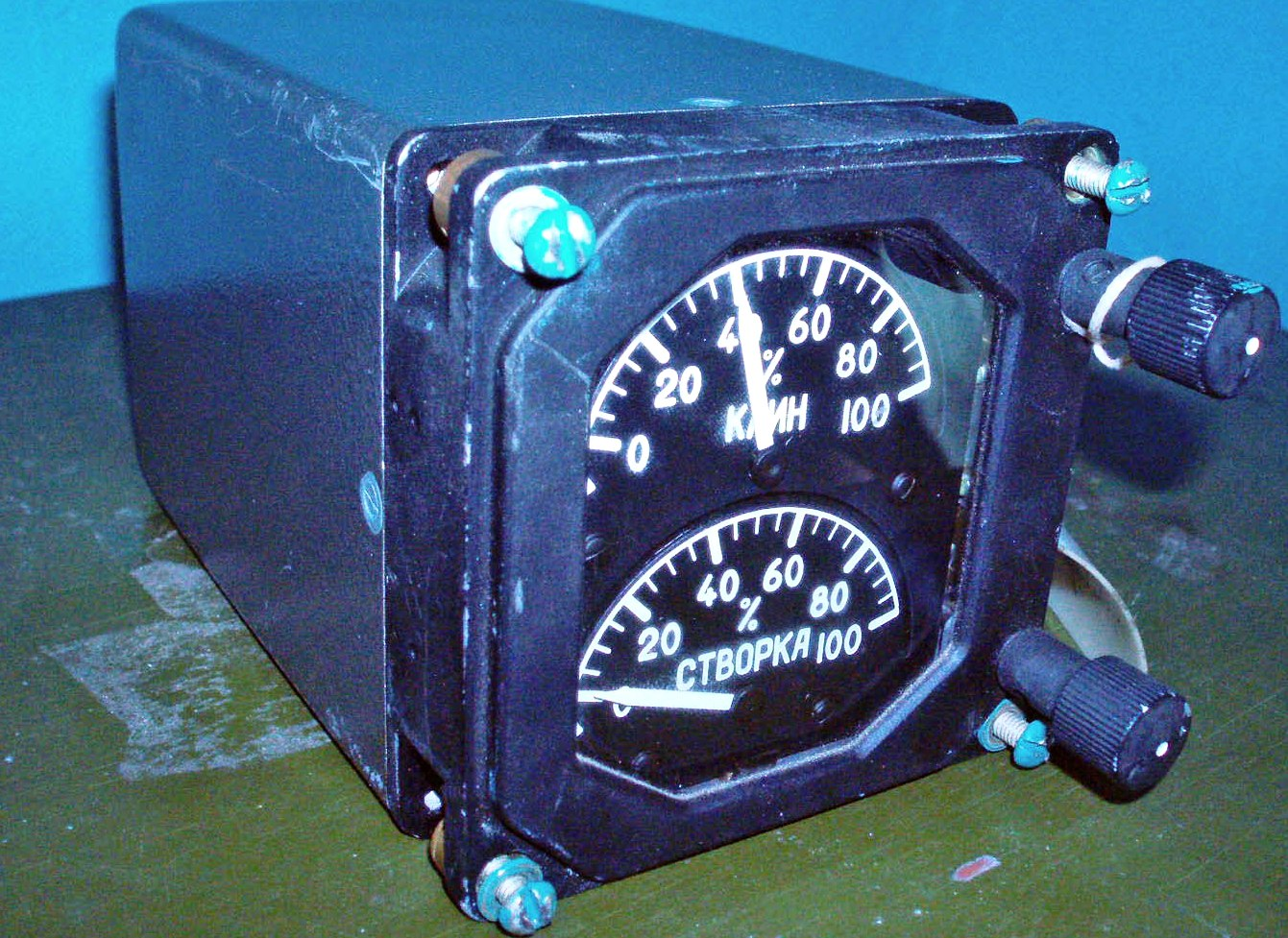
Указатель положения клина и створки воздухозаборника (демонтирован с самолёта)

Работа системы осуществляется по программе, представляющей собой зависимости координат, определяющих положение регулирующих органов, от параметров, характеризующих потребный расход воздуха. Потребный расход зависит от степени повышения давления в компрессоре и приведённой частоты вращения. В зависимости от параметра, по которому производится управление, различают системы управления по степени повышения давления в компрессоре и по приведённой частоте вращения.
В общих чертах управление панелями осуществляется по линейному закону с коррекцией по барометрической высоте полёта, числу М и углу атаки. Основная программа предназначена для сверхзвукового полёта на больших высотах, и могут присутствовать дополнительные подпрограммы для полётов на малых высотах и коррекция по углу атаки. В систему могут поступать сигналы от датчиков давления до и после компрессора авиадвигателя, дискретные сигналы по значениям высоты и числу М. Коррекция по углу атаки может включаться при заданном отклонении стабилизатора. Привод панелей осуществляется силовыми гидроприводами. Сигнал угла отклонения панели снимается датчиком обратной связи. Сигнал управления формируется программным устройством, суммирующим устройством, усиливается и выдаётся на рулевой привод.
В системе, работающей по приведённой частоте вращения, управляющий сигнал формируется по частоте вращения компрессора авиадвигателя (датчик частоты вращения) и по плотности набегающего потока воздуха (датчик заторможенного потока).
Системы управления входными устройствами, как правило, дублированы и резервированы, и имеют систему встроенного автоконтроля. Конструктивно система обычно выполняется в виде легкосъёмных стандартных кассет (блоков).